# 193 aC
El 193 aC va ser un any del calendari romà prejulià. Durant la República i l'Imperi Romà, era conegut com a any del consolat de Mèrula i Terme (o, més rarament, any 561 ab urbe condita o de la fundació de la ciutat). L'ús del nom «193 aC» per referir-se a aquest any es remunta a l'alta edat mitjana, quan el sistema Anno Domini va ser el mètode de numeració dels anys més comú a Europa.

## Esdeveniments

### Antic Egipte
- Cleòpatra I o Cleòpatra de Síria, filla del selèucida Antíoc III el Gran, es casa amb el rei egipci Ptolemeu V Epífanes. Rep la Celesíria com a dot, però el seu pare, més tard, rebutja aquest acord.[2][3]

### Antiga Grècia
- Toas, estrateg de la Lliga Etòlia, urgeix a fer la guerra contra Roma i a aliar-se amb Filip V de Macedònia i Antíoc III el Gran de Síria. No aconsegueix cap resultat concret.[4]

### Antiga Roma
- Aquest any són elegits cònsols Luci Corneli Mèrula i Quint Minuci Terme.[5]
- Mèrula rep la província de la Gàl·lia Cisalpina i fa una campanya contra els bois als que derrota totalment en la batalla de Mutina. Els bois pateixen 14.000 baixes, i els romans capturen 1.092 soldats, 721 cavallers, 3 generals, 212 insígnies i 73 carros. La victòria també costa cara als romans, que perden més de 5.000 soldats entre romans i aliats, 23 centurions, 4 comandants dels aliats i els tribuns de la II legió Marc Genuci i Quint i Marc Marci. Però com que la victòria resulta onerosa pels romans, els seus oficials l'acusen de negligència durant la marxa fins a Mutina, i el senat romà li refusa els honors del triomf.[6]
- Minuci Terme rep com a província Ligúria, on havia esclatat una revolta. Estableix els seus quarters a Pisae i fa la guerra amb decisió, però les seves forces eren inferiors en numero i es queda a la defensiva. Per dues vegades es troba en greu perill.[7]
- Els edils urbans Marc Emili Lèpid i Luci Emili Paulus Macedònic, davant de la insuficiència del port fluvial de Roma, l'Emporium decideixen construir-ne un de nou en una zona lliure i propera als límits de la ciutat, al sud de l'Aventí, i edifiquen també el Porticus Aemilia que potser servia per albergar la flota de guerra o per emmagatzemar aliments.[8]

### Hispània
- Marc Fulvi Nobílior, procònsol a la Hispània Ulterior, lluita amb força èxit contra la resistència de les nacions peninsulars, i obté una victòria sobre els exèrcits units dels vacceus, vetons i celtibers prop de Toletum.[9]

### Àfrica
- Masinissa I expandeix els seus dominis conquerint possessions cartagineses. Sotmet a tribut la rica regió d'Emporia al golf de Gabès. Cartago porta l'assumpte al Senat Romà, que es nega a condemnar el rei dels númides.[10]